# Abacionidae
Abacionidae là một họ cuốn chiếu thuộc bộ Callipodida. Có ít nhất 3 chi và khoảng 13 loài đã được mô tả thuộc họ Abacionidae.

## Chi
- Abacion Rafinesque, 1820
- Delophon Chamberlin, 1943
- Tetracion Hoffman, 1956